# Nessaea hewitsonii
Nessaea hewitsonii, a asa oliva de Hewitson, é uma espécie de borboleta da família Nymphalidae. É comum em uma ampla faixa da bacia amazônica, incluindo as encostas orientais da Cordilheira dos Andes. Encontra-se em floresta tropical perene alta, floresta tropical semidecídua e floresta ribeirinha.

## Subespécies
- Nessaea hewitsonii hewitsonii (da Colômbia, Equador e Peru a leste até o vale do Amazonas e ao sul até Rondônia, Brasil)
- Nessaea hewitsonii boliviensis Jenkins, 19899 (Bolívia e sul do Peru)